# Toledo (Norte de Santander)
Toledo é um município da Colômbia, localizado no departamento de Norte de Santander.